# Гардендейл (Техас)
Гардендейл — статистически обособленная местность в округе Эктор в Техасе.

## География
Общая площадь местности 30 км², и всё это суша.

## Демография
По данным переписи 2000 года в Гардендейле насчитывалось 1197 человек. Плотность населения 40.5 человек на км². 519 единиц жилья в среднем составляет плотность 17.6 на км². Расовый состав местности 90,64 % белых, 0,50 % афроамериканцев, 0,67 % коренных американцев, 0,25 % азиаты, 6,68 % других рас и 1,25 % от двух или более рас. Испаноязычные 14,04 % от населения.
На 100 женщин приходится 106,0 мужчин. На 100 женщин возрастом 18 лет и старше приходится 107,4 мужчин.
Средний доход домашних хозяйств в Гардендейле около $ 50069, а средний доход на семью составлял $ 60625. Мужчины имеют средний доход в $ 32917 против $ 25758 у женщин. Доход на душу населения составлял $ 18592.
По переписи 2010 года население составило 1574 человека.